# Alberto Santofimio
Pour les articles homonymes, voir Botero.
Alberto Santofimio Botero (Ibagué, 17 juin 1942) est un ancien homme politique colombien. Il a été ministre, sénateur, et candidat à  l'élection présidentielle. Il a été accusé d'avoir influencé le meurtre de Luis Carlos Galán. Il a été condamné, après plusieurs décisions de justice, à 17 années d'emprisonnement.

## Biographie

### Carrière politique
Alberto Santofimio Botero est un homme politique colombien, membre du Parti libéral colombien. Il a été ministre de la Justice, deux fois candidat à la présidence, et sénateur. Il était considéré comme un pari sûr pour le président en 1982, mais il a décidé de laisser son patron, Alfonso López Michelsen, qui avait été président de 1974 à 1978, se présenter aux élections. 
Dans les années 1990, Santofimio a été impliqué dans le processus de campagne 8000 en tant que chef du Parti libéral dans le département de Tolima, le bureau de ce parti étant accusé d'avoir reçu de l'argent d'entreprises dans le cadre d'une enquête afin de soutenir la campagne pour la présidence de la Colombie pour Ernesto Samper.
Il faisait partie du bassin de candidats à la présidence du Parti libéral en 1990. Après l'assassinat d'un autre candidat, Luis Carlos Galán, lui et les autres membres de la Directive nationale du Parti libéral, ont décidé de soutenir César Gaviria, le directeur de campagne de Galán pour être le seul candidat du Parti libéral en 1990.

### Implication dans l'assassinat de Luis Galán
Au cours des enquêtes sur l'assassinat de Luis Carlos Galán, Santofimio a été mentionné comme une rumeur selon laquelle lui-même et d'autres anciens candidats à la présidence auraient pu être impliqués en référence à une influence sur le crime. Mais il a été innocenté par le procureur général et cousin du candidat assassiné de tout acte répréhensible. Malheureusement pour l'ancien ministre et sénateur Santofimio, après 17 ans de prison pour un criminel connu, Jhon Jairo Velásquez Vázquez alias «Popeye» et l'un des lieutenants de Pablo Escobar du cartel de Medellin, en prison pendant la majeure partie de sa vie, a changé son témoignage initial après des années. Il avait affirmé que Santofimio n'avait rien à voir avec le crime. Cependant, Popeye a décidé de changer sa version, déclarant que peut-être Santofimio avait influencé.
Le 12 mai 2005, l'enquête sur le rôle de Santofimio dans l'assassinat de Galán a recommencé et il a été arrêté après que de nouvelles preuves aient fait surface.  En octobre 2007, il a été reconnu coupable et condamné à 24 ans de prison. Ses avocats ont immédiatement fait appel de l'affaire devant la Cour suprême de l'État, le Tribunal Supremo de Justicia de Cundinamarca.
Un an plus tard, en octobre 2008, un panel de 3 juges de la Cour suprême de l'État, invoquant l'absence de preuves substantielles contre l'accusé, a annulé la décision du juge d'origine et ordonné la libération de Santofimio.  La Cour a ajouté que la crédibilité du seul témoin contre l'accusé, un assassin à gages de Pablo Escobar connu sous le nom de «Popeye», était très controversé car il était un criminel bien connu qui avait déclaré pendant 17 ans, dans diverses enquêtes, que Santofimio n'avait rien à voir avec le crime, puis avait soudainement rétracté son témoignage.

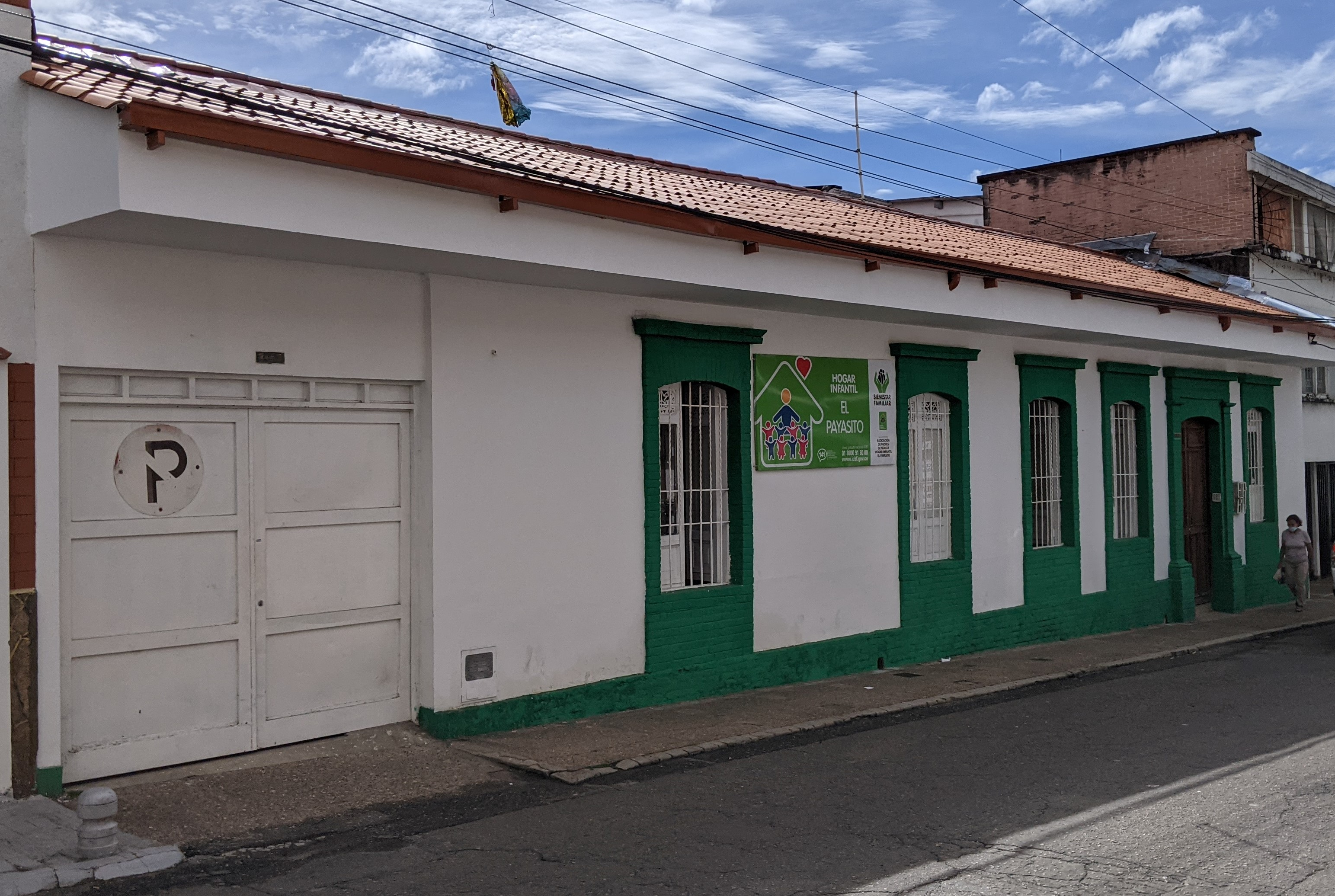
Maison de la famille Santofimio Botero à Ibagué, Colombie

Le 31 août 2011, cependant, la Cour suprême colombienne a annulé la décision de la Cour suprême de l'État et a ratifié la sentence initiale. Le tribunal a ordonné la détention d'Alberto Santofimio Botero. Il est maintenant déclaré coupable d'avoir joué un rôle influent dans le meurtre non seulement de Luis Carlos Galán, mais aussi de deux autres victimes: Julio Cesar Peñaloza et Santiago Cuervo, qui ont été abattus avec Galán.
En août 2018, il a été convoqué par la justice pour enquête en tant qu'auteur présumé du crime de Rodrigo Lara Bonilla.

### Octroi de la liberté conditionnelle
Le 25 mars 2020, Santofimio a été placé en liberté conditionnelle après avoir purgé les trois quarts de sa peine et compte tenu de son âge, vulnérable au COVID-19,,.